# Konrad Heresbach

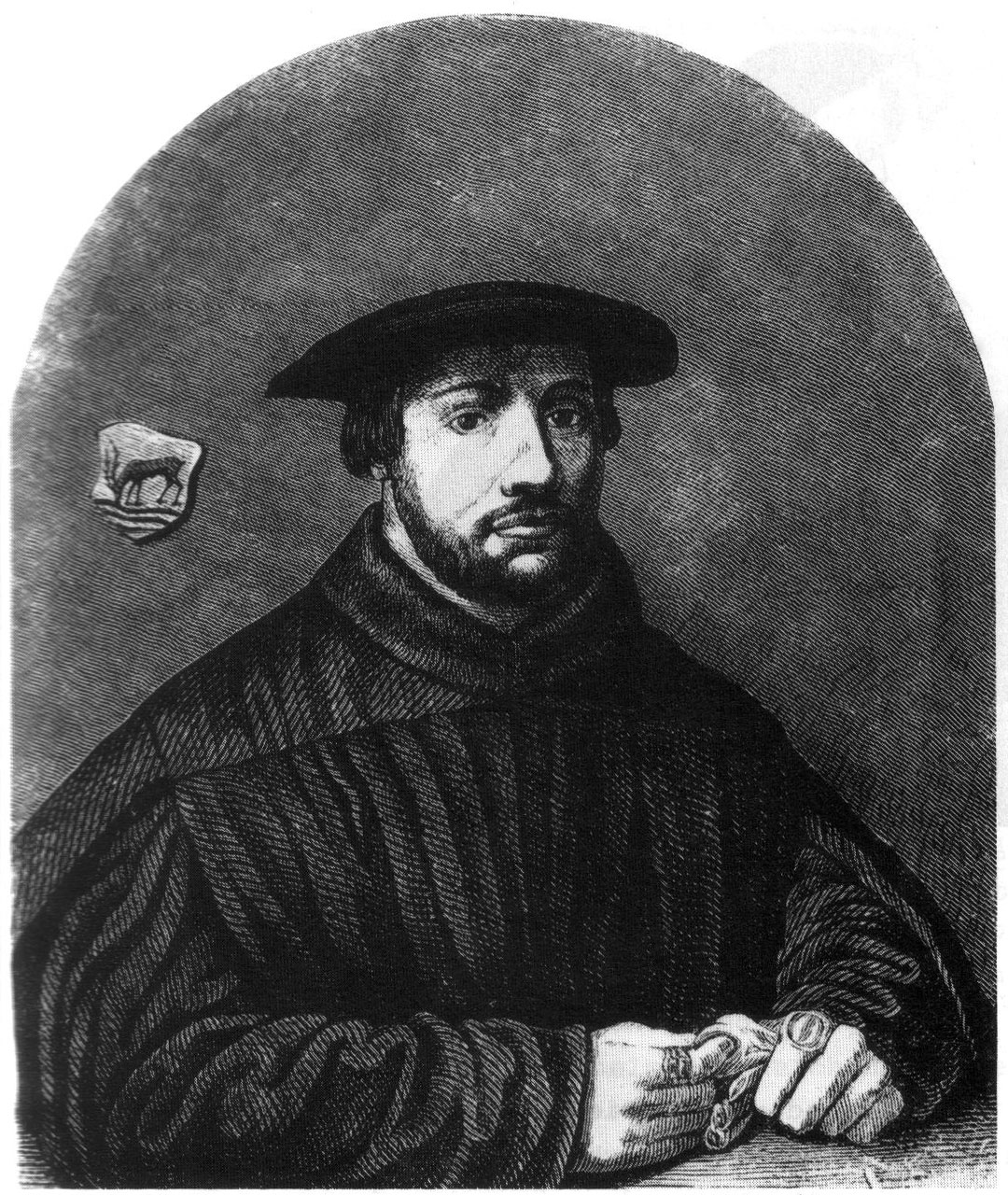
Kupferstich, erste Hälfte 16. Jahrhundert

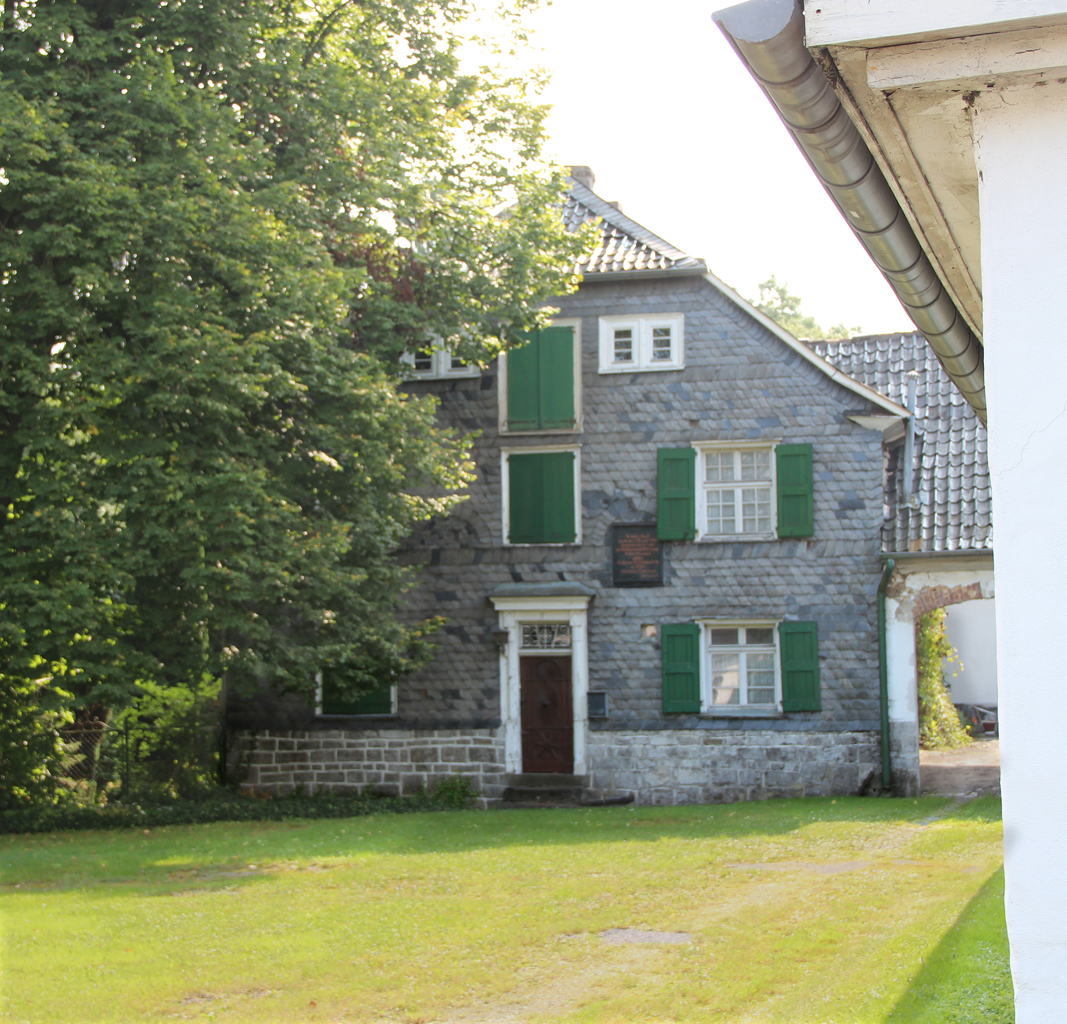
Gut Heresbach

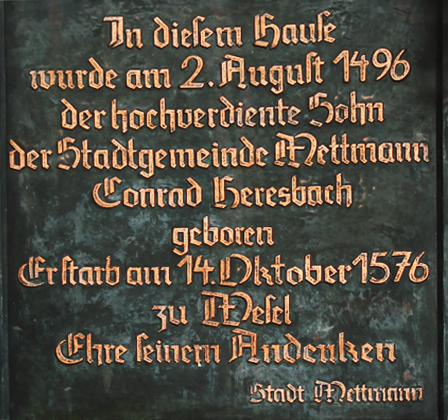
Gedenktafel

Konrad Heresbach (auch Conrad Heresbach, latinisiert Conradus Heresbachius; * 2. August 1496 auf Gut Heresbach bei Mettmann; † 14. Oktober 1576 auf Gut Lohrwardt in Mehr (Rees)) war ein deutscher Humanist und Altphilologe.

## Leben
Konrad Heresbach wurde als fünftes von sieben Kindern auf Gut Heresbach in der Honschaft Obmettmann bei Schöller geboren. Er trat mit sieben Jahren in die Klosterschule Werden ein, wechselte zwei Jahre später auf die Lateinschule in Hamm, dann auf die Domschule Münster, wo er wohl von Johannes Murmellius unterrichtet wurde. Am 20. Oktober 1512 ließ er sich in Köln immatrikulieren, verbrachte seine Artesstudien an der Bursa Montana und schloss im November 1513 mit dem Bakkalaureat und 1515 mit dem Magistergrad ab. Im Umfeld der Burse wurde auch – außerhalb des vorgeschriebenen Curriculums – Griechisch und Hebräisch studiert.
Sein anschließendes Jura-Studium in Köln und Orléans schloss er 1520 in Köln ab, wo er Ende des Jahres mit Erasmus von Rotterdam zusammentraf und mit ihm nach Basel reiste. Für Erasmus war er als Korrektor und Famulus tätig. In Basel vermittelte ihm Erasmus eine Stelle beim Drucker Johann Froben. Doch nach einem halben Jahr wechselte Heresbach nach Freiburg, wo er weiter Jura hörte, aber auch als Griechischdozent wirkte, ohne damit jedoch auf Akzeptanz zu stoßen. Deshalb zog er sich Mitte 1523 für kurze Zeit wieder nach Basel zurück. In Freiburg war Heresbach Schüler von Ulrich Zasius, nach Erik Wolf dem „Ahnherr und Begründer einer deutschen Rechtswissenschaft“.: S. 21 1522 promovierte er in Ferrara zum Doktor des Zivilrechts. Noch 1523 ging er zurück in seine Heimat und wirkte bis zu seinem Lebensende am Hof Johanns und Wilhelms V. in Düsseldorf. Als „staatsrechtlichen Leitfaden der fürstlichen Regierungskunst“ bezeichnet Guntram Fischer sein Werk de educandis erudiendisque principum liberis rei publicae gubernandae, das ihn als Initiator der Monheim’schen Schule qualifiziert.: S. 21
In der Folge beteiligte er sich durch lateinische Übersetzungen an der Edition vier bedeutender griechischer Werke:
- an Theodor Gazas griechischer Grammatik (Basel 1523),
- der Geographica Strabons (Basel 1523),
- den Historien des Herodot (Köln 1526) und
- dem Peloponnesischen Krieg des Thukydides (Köln 1527).

Schon seit etwa 1523, sicher jedenfalls seit 1524, wirkte Heresbach als Prinzenerzieher am Hof des Herzogs von Jülich-Kleve-Berg. Beinahe fünf Jahrzehnte war er neben Johann Ghogreff, Johann von Vlatten und Johann Weyer  einer der wichtigsten Politiker am Hof (ab 1534 auch als Geheimer Rat) und setzte sich für Toleranz auch in der Kirchenpolitik ein.: S. 18 Konrad Heresbach engagierte sich für das Bildungswesen und errichtete eine heute noch bestehende Studienstiftung mit Sitz in Kalkar. Seine Privatbibliothek wurde lange im Weseler Willibrordi-Dom aufbewahrt.
Er schrieb mehr als 30 theologische, philologische, pädagogische und juristische Werke sowie eines über den Landbau und ein Kompendium über Jagd-, Vogel- und Fischfang.
In Düsseldorf soll ihm das Haus Zum Goldenen Hirsch gehört haben.

## Ehrungen

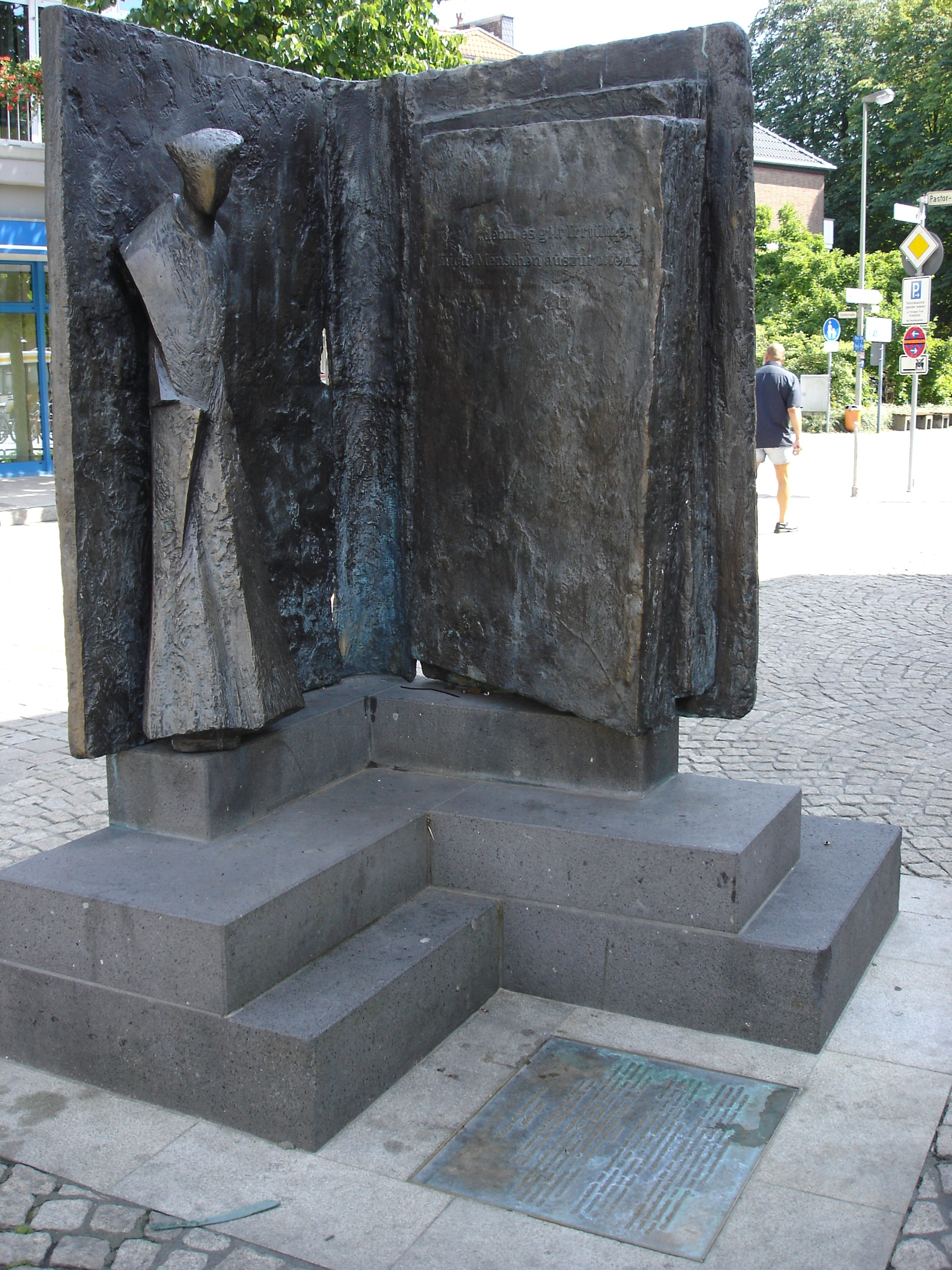
Heresbach-Denkmal in Wesel

Das Konrad-Heresbach-Gymnasium in Mettmann trägt seinen Namen. 1996 wurde in Wesel auf dem Großen Markt eine Bronze-Plastik in Form eines aufgeschlagenen Buches (geschaffen von Kuno Lange) aufgestellt, auf der ein Wort von Konrad Heresbach steht: „… denn es gilt Irrtümer, nicht Menschen auszurotten.“ In seinem Sterbeort Mehr sowie in Düsseldorf, Kleve, Wesel und in Solingen-Wald sind Straßen nach ihm benannt.

## Schriften
- De laudibus Graecarum literarum oratio. Straßburg 1551  (online)
- De educandis erudiendisque principum liberis reipublicae gubernandae destinatis deque republica christiana administranda. Frankfurt am Main 1570 (online)
- Rei rusticae libri quatuor. Universam rusticam disciplinam complectentes etc., 4 Bücher, Köln 1570 (Digitalisat) (fünf weitere Auflagen; Neuausgabe als Nachdruck der lateinischen Originalausgabe mit deutscher Übersetzung unter dem Titel Vier Bücher über Landwirtschaft. Band 1: Vom Landbau, Meisenheim 1970)* zusammen mit Johannes Sturm: Psalmorum Davidicorum simplex et dilucida explicatio, Basel 1578 (postum)

- Christianae iurisprudentiae epitome,  Neustadt an der Weinstraße 1586 (postum)
- Thereutices, hoc est de venatione, aucupio atque piscatione compendium. Köln 1570; 1577 ins Englische übersetzt; Text lateinisch und deutsch: Veröffentlichungen zur Humanismusforschung. Band 2. Boppard am Rhein 1977.
- Diarium seu quotidianae preces hebdomadis accommodatae. Item Celeuma exhortatorium ad praeparationem Christiane moriendi. Frankfurt am Main 1592 (online)
- Glaubensbekenntnis auf dem Sterbebett. In: Werner Teschenmacher: Annales ecclesiastici Reformationis ecclesiarum Cliviae, Juliae, Montium[3] (um 1632), hrsg. von Rudolf Löhr, Albert Rosenkranz und Heinrich Müller-Diersfort. (Schriftenreihe des Vereins für Rheinische Kirchengeschichte 12). Presseverband der EKiR, Düsseldorf 1962, S. 44–47.